# Sint-Michielskerk (Quesnoy-sur-Deûle)
De Sint-Michielskerk (Frans: Église Saint-Michel;) is de parochiekerk van de stad Quesnoy-sur-Deûle, gelegen aan de Rue du Général Koenig, in het Franse Noorderdepartement.
De oorspronkelijke kerk werd in de 19e eeuw verbouwd naar ontwerp van Charles Leroy. Tijdens de Eerste Wereldoorlog, in 1917, werd deze kerk verwoest. In 1932 werd een nieuw kerk ingewijd. Het is een grote bakstenen driebeukige neogotische kruiskerk met voorgebouwde toren, voorzien van een naaldspits. De kerk bezit mooie glas-in-loodramen.